# Xanthoparmelia sulcifera
Xanthoparmelia sulcifera är en lavart som först beskrevs av Kurok., och fick sitt nu gällande namn av Hale. Xanthoparmelia sulcifera ingår i släktet Xanthoparmelia och familjen Parmeliaceae.   Inga underarter finns listade i Catalogue of Life.